# Горлово (Липецкая область)
Горлово — село Чаплыгинского района Липецкой области, входит в состав Петелинского сельсовета.

## Географическое положение
Село расположено на берегу реки Ранова в 6 км на северо-восток от центра поселения села Новое Петелино в 49 км на север от райцентра города Чаплыгин.

## История
Деревянная Никольская церковь построена была в 1868 году, а придел Космодамианский освящен местн. благочин. в 1875 году. 
В XIX — начале XX века село входило в состав Пителенской волости Раненбургского уезда Рязанской губернии. В 1906 году в селе было 57 дворов.
С 1928 года село являлось центром Горловского сельсовета Троекуровского района Козловского округа Центрально-Чернозёмной области, с 1954 года — в составе Липецкой области, с 1963 года — в составе Петелинского сельсовета Чаплыгинского района.

## Население
| 1859 | 1897 | 1906 | 2010 |
| ---- | ---- | ---- | ---- |
| 438  | ↗514 | ↘400 | ↘13  |